# Joan Osborne

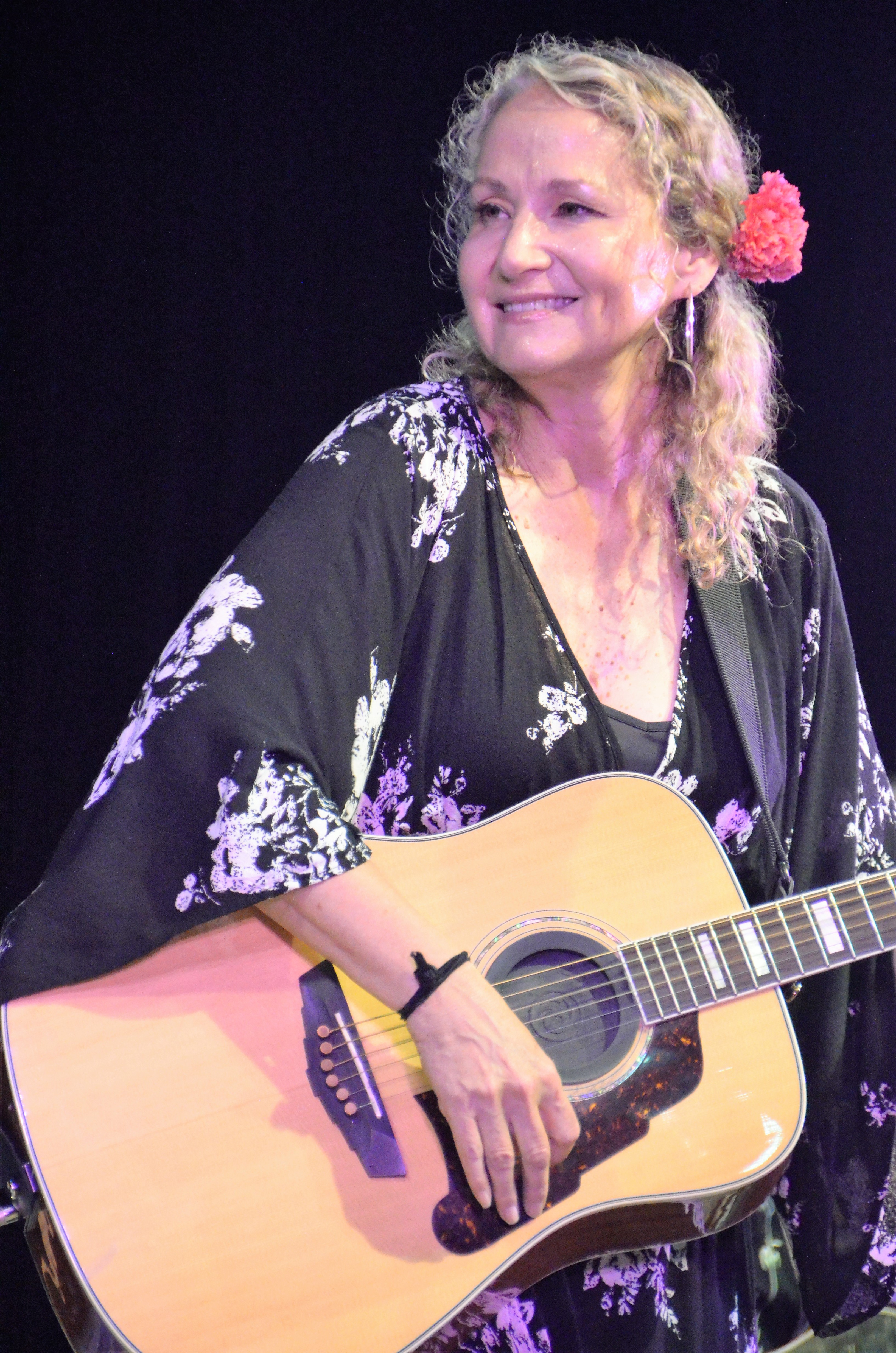
Joan Osborne (2019)

Joan Elizabeth Osborne (* 8. Juli 1962 in Anchorage, Jefferson County, Kentucky) ist eine US-amerikanische Sängerin und Songwriterin. Ende 1995 gelang ihr mit One of Us ein weltweiter Hit.

## Leben und Karriere
Nachdem Joan Osborne in den frühen 1990er-Jahren nach New York City gezogen war, gründete sie ihr eigenes Plattenlabel namens Womanly Hips, welches einige unabhängige Aufnahmen veröffentlichte. 
Osbornes erstes Album bei einem Major-Label hieß Relish und erschien im März 1995 bei Mercury Records. Die daraus ausgekoppelte und weltweit erfolgreiche Single One Of Us (von Eric Bazilian, Gitarrist und Songschreiber der Folkrock-Formation The Hooters aus Philadelphia) bescherte auch dem Album gute Verkaufszahlen, das allerdings im Gegensatz zum mehr nach Popmusik klingenden Hit eher Richtung Country, Blues und Folk orientiert war. One Of Us wurde für drei Grammy Awards nominiert. Die folgenden Singles St. Teresa (1996, UK #33) und Right Hand Man (1996) waren im Vergleich eher kleinere Hits.
Osbornes zweites Studioalbum Righteous Love erschien im Herbst 2000, das ein kommerzieller Misserfolg war und schnell wieder aus den Charts verschwand.
Osborne trat 2002 im Film Standing in the Shadows of Motown auf und tourte mit der legendären Motown-Studioband The Funk Brothers. 2003 begleitete sie die Dixie Chicks auf ihrer US-Tour, trat als Sängerin bei den Jam-Rockern The Dead (früher: Grateful Dead) auf und veröffentlichte ihr drittes Album How Sweet It Is, eine Sammlung von klassischen Rock- und Soul-Coverversionen.
Osbornes im Frühjahr 2012 veröffentlichtes Album Bring It On Home war bei den Grammy Awards 2013 in der Kategorie Bestes Blues-Album nominiert.

## Diskografie

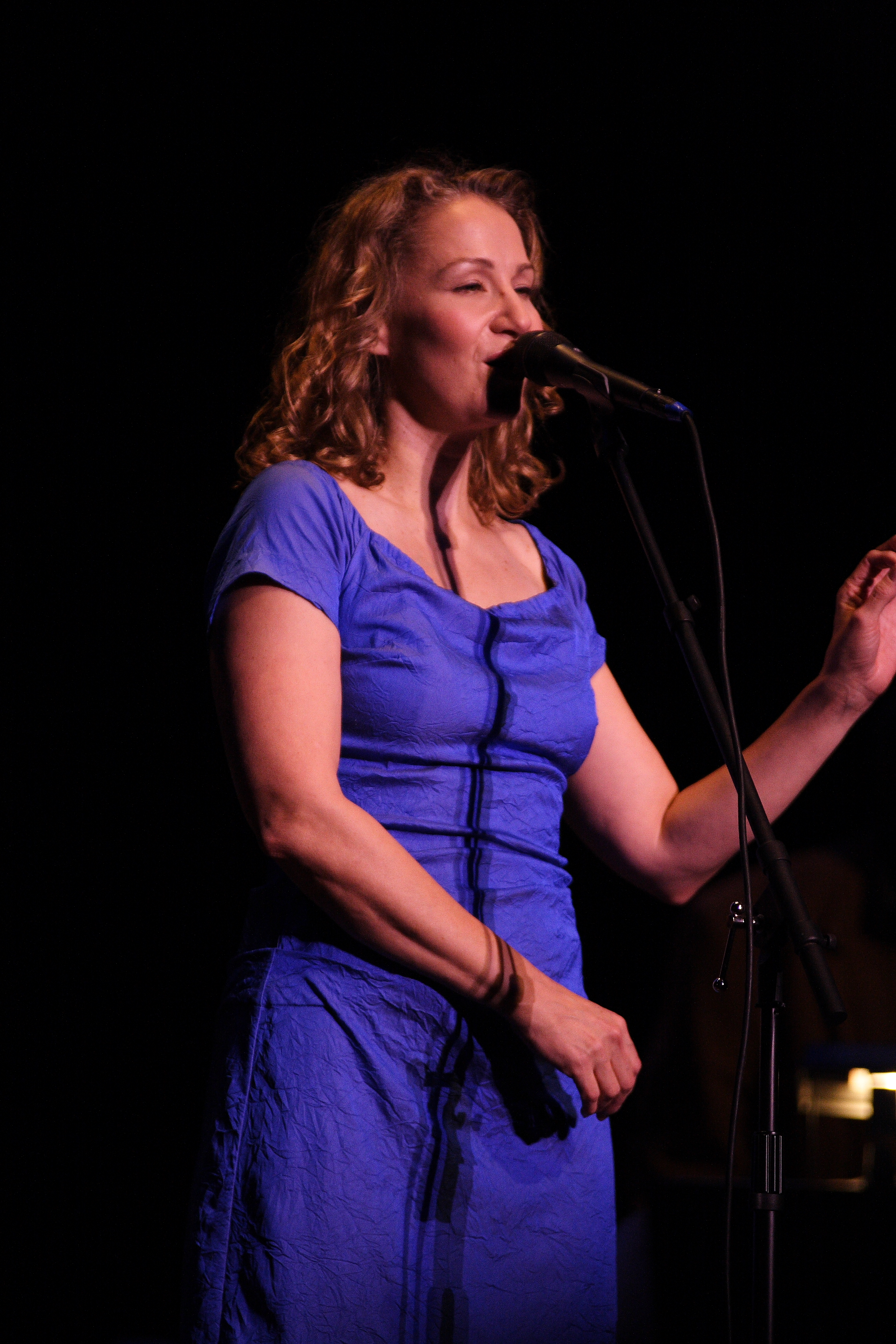
Osborne (2009)

### Studioalben
| Jahr | Titel              | Höchstplatzierung, Gesamtwochen, AuszeichnungChartplatzierungen (Jahr, Titel, Platzierungen, Wochen, Auszeichnungen, Anmerkungen) | Höchstplatzierung, Gesamtwochen, AuszeichnungChartplatzierungen (Jahr, Titel, Platzierungen, Wochen, Auszeichnungen, Anmerkungen) | Höchstplatzierung, Gesamtwochen, AuszeichnungChartplatzierungen (Jahr, Titel, Platzierungen, Wochen, Auszeichnungen, Anmerkungen) | Höchstplatzierung, Gesamtwochen, AuszeichnungChartplatzierungen (Jahr, Titel, Platzierungen, Wochen, Auszeichnungen, Anmerkungen) | Höchstplatzierung, Gesamtwochen, AuszeichnungChartplatzierungen (Jahr, Titel, Platzierungen, Wochen, Auszeichnungen, Anmerkungen) | Anmerkungen                              |
| Jahr | Titel              | DE | AT | CH | UK | US | Anmerkungen                              |
| ---- | ------------------ | --- | --- | --- | --- | --- | ---------------------------------------- |
| 1995 | Relish             | DE15 (31 Wo.)DE | AT8 (16 Wo.)AT | CH18 (23 Wo.)CH | UK5 Gold · (20 Wo.)UK | US9 ×3Dreifachplatin · (56 Wo.)US                                                                                                 | Erstveröffentlichung: 21. März 1995      |
| 2000 | Righteous Love     | — | — | — | — | US90 (4 Wo.)US | Erstveröffentlichung: 12. September 2000 |
| 2007 | Breakfast in Bed   | — | — | — | — | US160 (2 Wo.)US | Erstveröffentlichung: Mai 2007           |
| 2008 | Little Wild One    | — | — | — | — | US193 (1 Wo.)US | Erstveröffentlichung: 9. September 2008  |
| 2012 | Bring It On Home   | — | — | — | — | US154 (1 Wo.)US | Erstveröffentlichung: 26. März 2012      |
| 2020 | Trouble and Strife | — | — | — | — | — | Erstveröffentlichung: 18. September 2020 |
| 2023 | Nobody Owns You    | — | — | — | — | — | Erstveröffentlichung: 8. September 2023  |

Weitere Alben
- 1991: Soul Show: Live at Delta 88
- 1996: Early Recordings
- 2002: How Sweet It Is
- 2005: One of Us
- 2005: Christmas Means Love
- 2006: Phil Lesh and Friends – Live at the Warfield
- 2006: Pretty Little Stranger
- 2014: Love and Hate
- 2017: Songs of Bob Dylan
- 2022: Radio Waves
- 2025: Dylanology – Live

### Singles
| Jahr | Titel Album       | Höchstplatzierung, Gesamtwochen, AuszeichnungChartplatzierungen (Jahr, Titel, Album, Platzierungen, Wochen, Auszeichnungen, Anmerkungen) | Höchstplatzierung, Gesamtwochen, AuszeichnungChartplatzierungen (Jahr, Titel, Album, Platzierungen, Wochen, Auszeichnungen, Anmerkungen) | Höchstplatzierung, Gesamtwochen, AuszeichnungChartplatzierungen (Jahr, Titel, Album, Platzierungen, Wochen, Auszeichnungen, Anmerkungen) | Höchstplatzierung, Gesamtwochen, AuszeichnungChartplatzierungen (Jahr, Titel, Album, Platzierungen, Wochen, Auszeichnungen, Anmerkungen) | Höchstplatzierung, Gesamtwochen, AuszeichnungChartplatzierungen (Jahr, Titel, Album, Platzierungen, Wochen, Auszeichnungen, Anmerkungen) | Anmerkungen                                                                      |
| Jahr | Titel Album       | DE | AT | CH | UK | US | Anmerkungen                                                                      |
| ---- | ----------------- | --- | --- | --- | --- | --- | -------------------------------------------------------------------------------- |
| 1995 | One of Us Relish  | DE18 (23 Wo.)DE | AT13 (12 Wo.)AT | — | UK6 (10 Wo.)UK | US4 Gold · (22 Wo.)US | Erstveröffentlichung: 21. Februar 1995 Wiederveröffentlichung: 28. Dezember 1995 |
| 1996 | St. Teresa Relish | — | — | — | UK33 (4 Wo.)UK | — | Erstveröffentlichung: Mai 1996                                                   |

Weitere Singles
- 1996: Right Hand Man
- 1997: Ladder
- 2007: I've Got to Use My Imagination
- 2008: Sweeter Than the Rest
- 2012: Shake Your Hips
- 2014: Thirsty for My Tears

## Auszeichnungen für Musikverkäufe
| Goldene Schallplatte - Australien - 1996: für das Album Relish - Belgien - 1996: für die Single One of Us - Brasilien - 2024: für die Single One of Us - Neuseeland - 1996: für das Album Relish - 1996: für die Single One of Us | Platin-Schallplatte - Australien - 1996: für die Single One of Us - Kanada - 1996: für das Album Relish - Norwegen - 1996: für die Single One of Us |

Anmerkung: Auszeichnungen in Ländern aus den Charttabellen bzw. Chartboxen sind in ebendiesen zu finden.
| Land/RegionAuszeichnungen für Musikverkäufe (Land/Region, Auszeichnungen, Verkäufe, Quellen) | Gold     | Platin     | Verkäufe  | Quellen                   |
| -------------------------------------------------------------------------------------------- | -------- | ---------- | --------- | ------------------------- |
| Australien (ARIA)                                                                            | Gold1    | Platin1    | 105.000   | aria.com.au               |
| Belgien (BRMA)                                                                               | Gold1    | —          | 25.000    | ultratop.be               |
| Brasilien (PMB)                                                                              | Gold1    | —          | 30.000    | pro-musicabr.org.br       |
| Kanada (MC)                                                                                  | —        | Platin1    | 100.000   | musiccanada.com           |
| Neuseeland (RMNZ)                                                                            | 2× Gold2 | —          | 12.500    | aotearoamusiccharts.co.nz |
| Norwegen (IFPI)                                                                              | —        | Platin1    | 20.000    | ifpi.no                   |
| Vereinigte Staaten (RIAA)                                                                    | Gold1    | 3× Platin3 | 3.500.000 | riaa.com                  |
| Vereinigtes Königreich (BPI)                                                                 | Gold1    | —          | 100.000   | bpi.co.uk                 |
| Insgesamt                                                                                    | 7× Gold7 | 6× Platin6 |           |                           |